# Talulah Riley

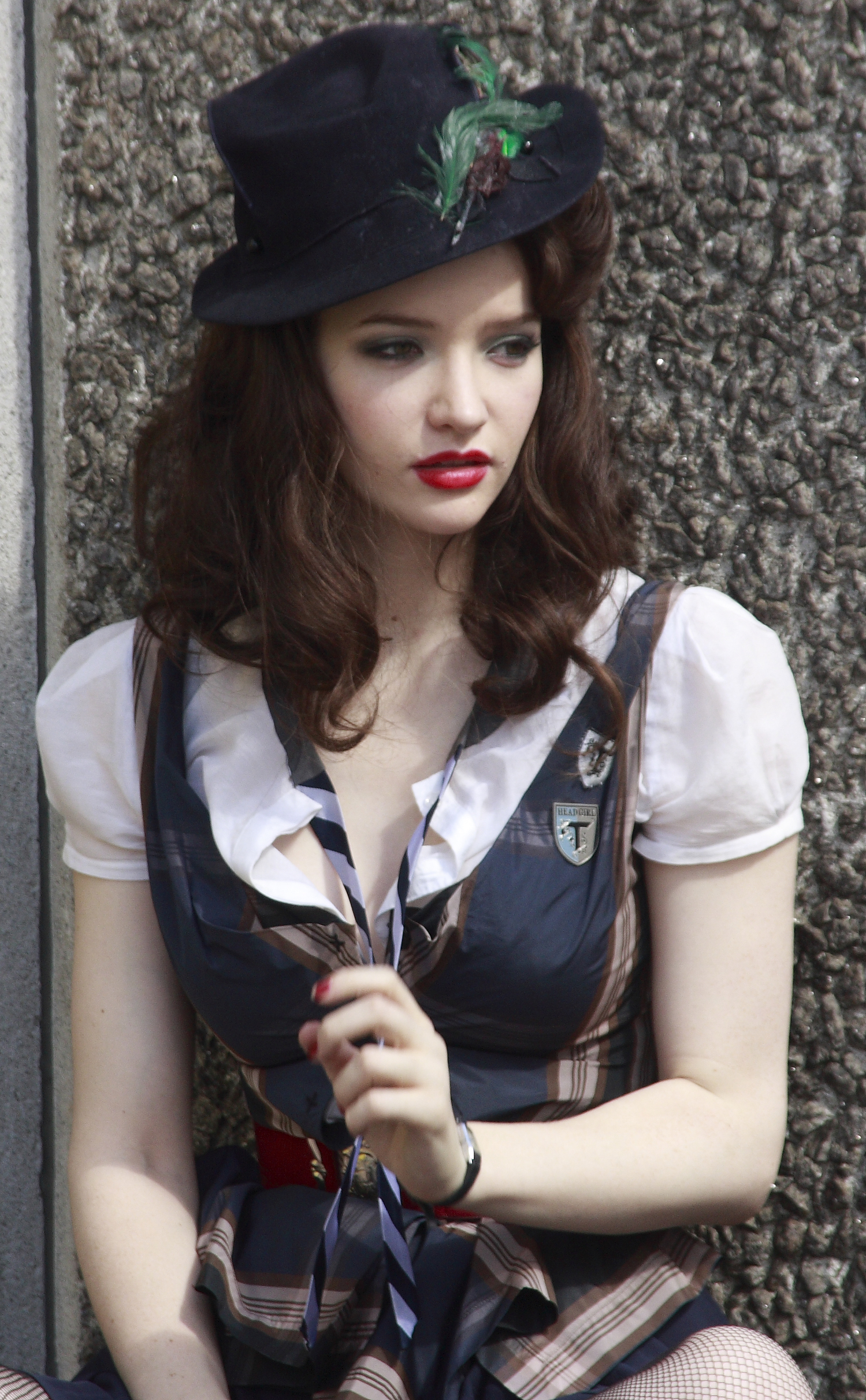
Talulah Riley während der Dreharbeiten zu St.Trinian’s 2 im August 2009

Talulah Jane Riley-Milburn (* 26. September 1985 in Hertford) ist eine britische Schauspielerin.

## Leben und Karriere
Talulah Riley stammt aus der nördlich von London gelegenen englischen Grafschaft Hertfordshire. Das einzige Kind des Fernsehfilmautors und ehemaligen Leiters des National Crime Squad Doug Milburn und von Una Riley, Gründerin einer Firma für Sicherheitssysteme und einer PR-Agentur, besuchte in ihrer Schulzeit das Cheltenham Ladies College, die Haberdasher’s Aske’s School for Girls und die Berkemsted Collegiate School. Riley belegte Studiengänge für Mathematik, Physik und Wirtschaft an der Open University. 2003 hatte sie in dem Fernsehfilm Poirot: Five Little Pigs ihren ersten Auftritt vor der Kamera. Ihr Bühnendebüt gab sie 2005 in dem Stück The Philadelphia Story am Old Vic, einem Theater südwestlich der Waterloo Station in London. Einem breiten Publikum bekannt wurde sie in der 2005 entstandenen Romanverfilmung Stolz und Vorurteil nach Jane Austen, in der sie die Mary Bennet spielte.
Talulah Riley heiratete am 25. September 2010 in der Kathedrale von Dornoch den US-amerikanisch/südafrikanischen Unternehmer Elon Musk. Nach einer nahezu sechsmonatigen Trennungsphase ließen sich die beiden Anfang 2012 scheiden. Einer erneuten Heirat im Juli 2013 folgte am 31. Dezember 2014 die zweite Scheidung. 2015 machte sie diese wieder rückgängig, 2016 reichte sie erneut die Scheidung ein.
Riley soll durch ihre im März 2022 formulierte Bitte an Elon Musk, „Wokismus“ bei Twitter zu bekämpfen, maßgeblich Musks Kauf des sozialen Netzwerks angeregt haben.
Im Juli 2023 gab sie ihre Verlobung mit dem Schauspieler Thomas Brodie-Sangster bekannt.
Wohnsitze hat sie in London und in Los Angeles.

## Filmografie (Auswahl)
Film
- 2005: Stolz und Vorurteil (Pride & Prejudice)
- 2007: Die Girls von St. Trinian (St. Trinian’s)
- 2009: Radio Rock Revolution (The Boat That Rocked)
- 2009: Die Girls von St. Trinian 2 – Auf Schatzsuche (St. Trinian’s 2: The Legend of Fritton’s Gold)
- 2010: Inception
- 2012: White Frog
- 2012: Last Hitman – 24 Stunden in der Hölle (The Liability)
- 2013: Thor – The Dark Kingdom (Thor: The Dark World)
- 2015: Mojave
- 2015: Scottish Mussel
- 2015: The Bad Education Movie
- 2016: Submerged
- 2018: The Last Witness
- 2020: Bloodshot
- 2021: Father Christmas Is Back

Fernsehen
- 2003: Agatha Christie’s Poirot – Das unvollendete Bildnis (Agatha Christie’s Poirot – Five Little Pigs)
- 2006: Agatha Christie’s Marple – Die Schattenhand (Agatha Christie’s Marple – The Moving Finger)
- 2007: Nearly Famous (Fernsehserie, 6 Folgen)
- 2008: Phoo-Action (Fernsehfilm)
- 2008: Doctor Who (Fernsehserie, 2 Folgen)
- 2016–2018: Westworld (Fernsehserie)
- 2022: Pistol (Fernsehserie, 6 Folgen)

## Theater
- 2005: The Philadelphia Story
- 2006: Summer and Smoke